# Liufang (sockenhuvudort i Kina, Jiangxi Sheng, lat 29,54, long 116,27)
Liufang är en sockenhuvudort i Kina. Den ligger i provinsen Jiangxi, i den sydöstra delen av landet, omkring 100 kilometer norr om provinshuvudstaden Nanchang. Antalet invånare är 8 866. Befolkningen består av 4 503 kvinnor och 4 363 män. Barn under 15 år utgör 21,0 %, vuxna 15-64 år 70 %, och äldre över 65 år 7,0 %.
Runt Liufang är det tätbefolkat, med 530 invånare per kvadratkilometer. Närmaste större samhälle är Xubu, 9,8 km sydost om Liufang. Trakten runt Liufang består till största delen av jordbruksmark.
Genomsnittlig årsnederbörd är 2 294 millimeter. Den regnigaste månaden är maj, med i genomsnitt 338 mm nederbörd, och den torraste är januari, med 74 mm nederbörd.